# Karlsruher Ruder-Verein Wiking v. 1879
Der Karlsruher Ruder-Verein Wiking v. 1879 oder kurz Karlsruher RV Wiking ist ein Sportverein aus Karlsruhe.

## Geschichte und Lage

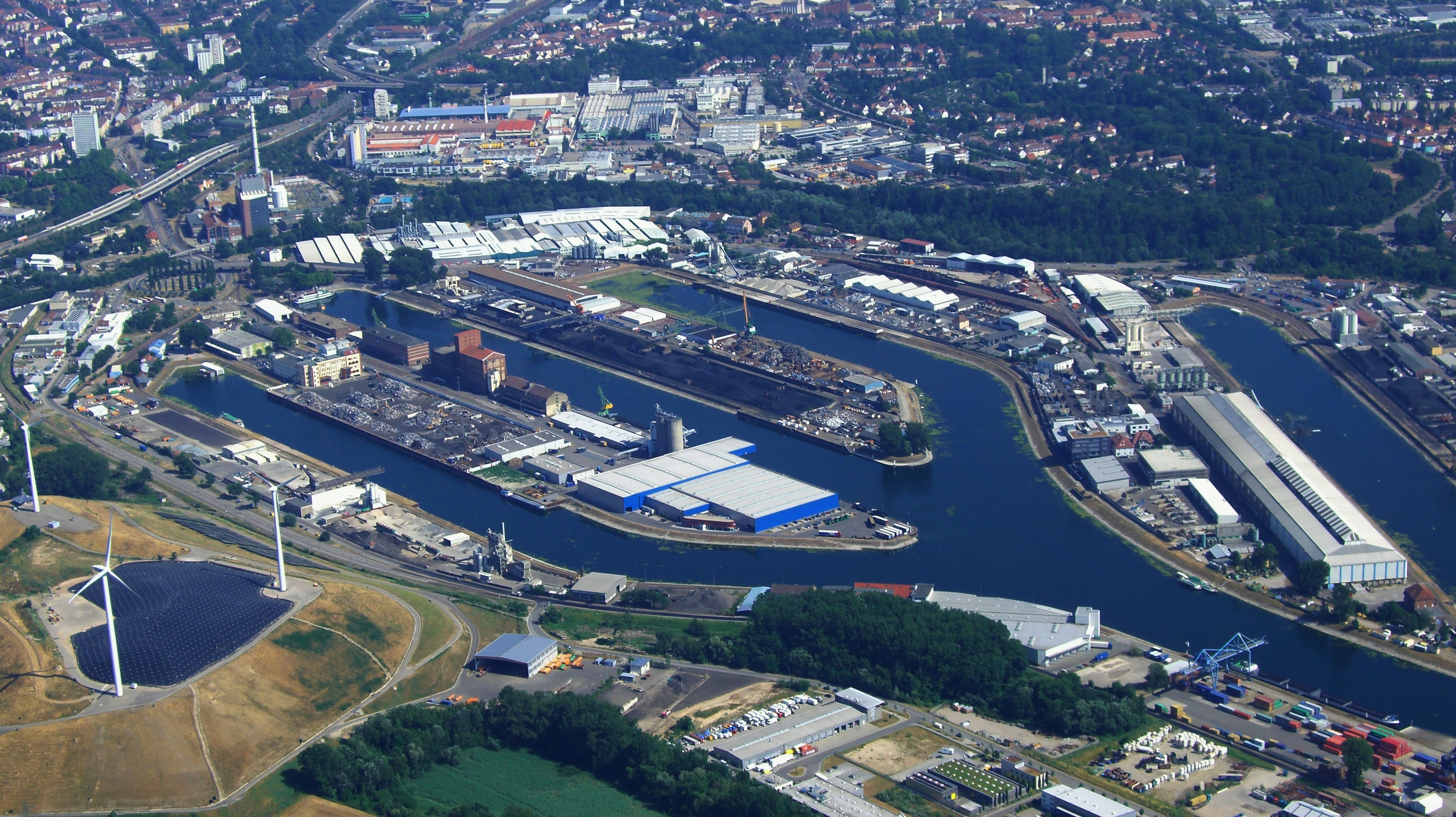
Karlsruher Rheinhäfen, das Bootshaus der KRV befindet sich am Ende des Wasserarms am rechten Bildrand.

Der Karlsruher Ruderclub Salamander wurde 1879 gegründet. Zunächst wurde auf dem Rhein gerudert, dann auf dem Lautersee. 1894 wurde der Ruderverein Sturmvogel gegründet. 1902 zogen beide Vereine zum Rheinhafen um. 1918 schlossen sich die beiden Rudervereine zusammen, 1934 wurde die erste Frauenriege gegründet. 1944 wurde das Bootshaus durch Bombenangriffe zerstört. Das neue und selbsterrichtete Bootshaus wurde 1948 eröffnet. 1985 begann dann der Bau eines neuen Bootshauses, das 1987 eingeweiht wurde.

## Bekannte Sportler
Erfolgreichste Sportlerin des Vereins ist Birgit Peter, die 1991 von Potsdam nach Karlsruhe wechselte. Sie wurde bei den Olympischen Spielen 1992 Olympiasiegerin im Doppelvierer.
Bereits Ende der 1980er Jahre hatten Ute Zobeley, Karin Zobeley und Alexander Trautmann Bronzemedaillen bei Weltmeisterschaften gewonnen. Bei den Weltmeisterschaften 1997 wurde Angelika Brand die erste Weltmeisterin des Vereins. 2016 erruderte Cedric Kulbach Weltmeisterschaftsgold. 2023 in Belgrad wurde Luise Münch Weltmeisterschaftszweite.